# Buč Mali
Buč Mali  je nenaseljeni otočić na sjeveru Kornatskom otočju. Udaljen je 350 metara od obale otoka Kornata, a najbliži otoci su mu Buč Veli (200 m zapadno) i hrid Kamičić (180 m jugoistočno). Pripada parku prirode Telaščica.
Površina otoka je 28709 m2, duljina obalne crte 1703 m, a visina 21 metar.

## Vanjske poveznice
|  | Zajednički poslužitelj ima još gradiva o temi Buč Mali |